# Richard Limo
Richard Kipkemei Limo (født 18. november 1980 i Cheptigit, Kenya) er en kenyansk atletikudøver (langdistanceløber), der vandt guld i 5000 meter løb ved VM i Edmonton i 2001. Limo løber også marathonløb, og blev blandt andet nummer to ved det prestigefyldte Amsterdam Marathon i 2007.
Richard Limo er ikke i familie med en anden kenyansk 5000 meter-verdensmester, Benjamin Limo.